# Muralla medieval de Málaga

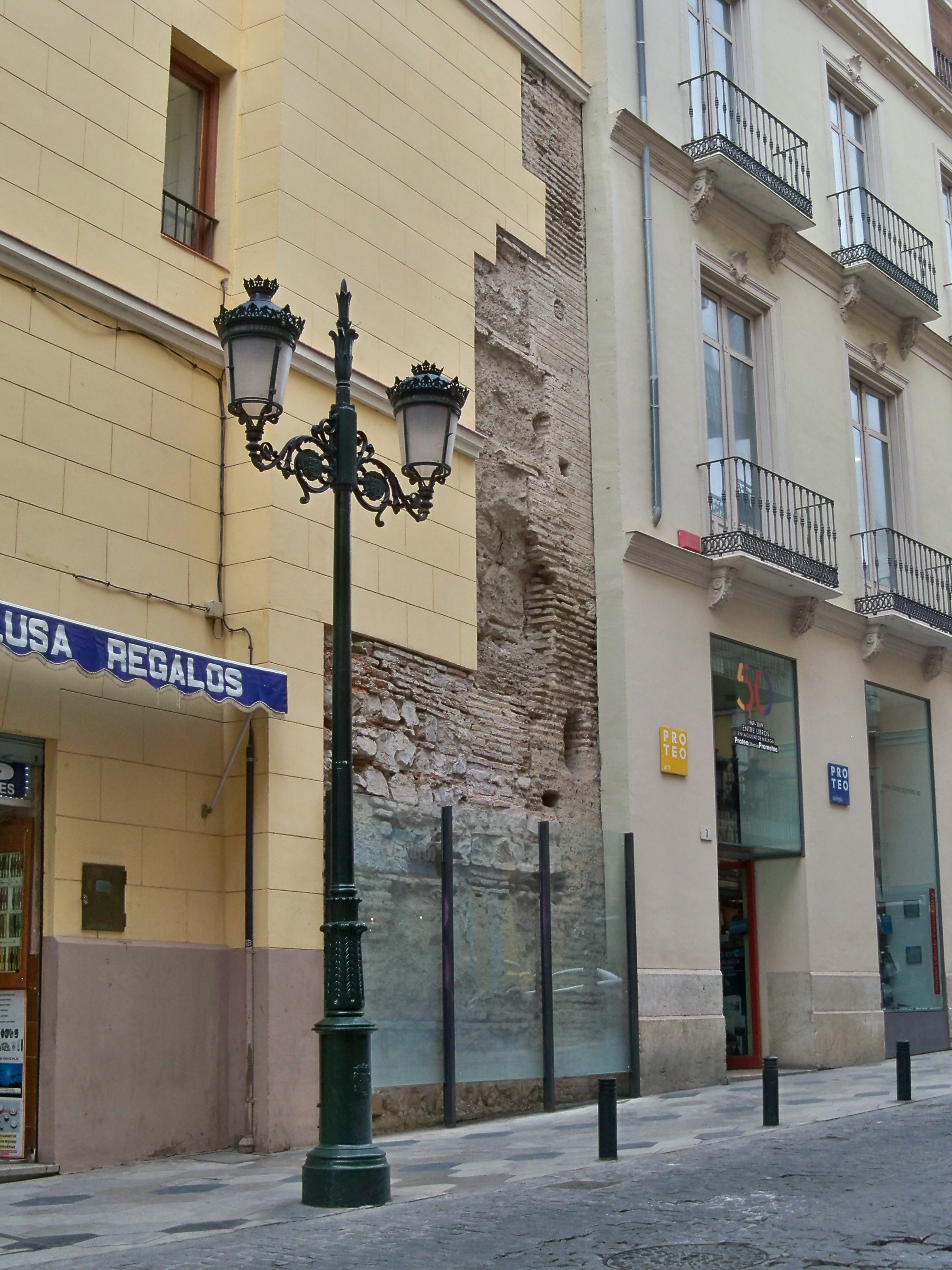
Restos de la antigua muralla integrados en la fachada de un edificio en la calle Puerta Buenaventura. En este lugar se encontraba la puerta Bab al-Jawja (Puerta del Postigo, en árabe) o Puerta de Buenaventura, su nombre cristianizado.

La muralla medieval de Málaga, muralla islámica o muralla musulmana de Málaga fue una estructura defensiva erigida en el siglo XI en torno a la antigua medina musulmana de Málaga. Su construcción coincidió con la expansión urbanística de la ciudad durante ese siglo.:133
Actualmente, se conservan algunos restos de la antigua muralla, tanto exentos como integrados en inmuebles de nueva planta. Algunos restos localizados en exploraciones arqueológicas se ha preferido no dejarlos visibles al exterior y se conservan bajo el subsuelo.

## Historia
Su trazado original del siglo XI coincide prácticamente con el definitivo. La infraestructura experimentó varias fases de reformas y remodelaciones en épocas posteriores que no afectaron a su trazado original, como la intervención del siglo XIII, en la que se renovaron amplios tramos de la muralla estando al frente de las obras Abd Zannun, quien también hizo construir muchos monumentos dentro y fuera de Málaga, o la intervención del siglo XIV, de menor envergadura.
La muralla conservó su función defensiva tras la conquista de Málaga por parte de los Reyes Católicos. Esto se debió en un primer momento a la importancia de la ciudad como plaza fronteriza frente al Reino nazarí de Granada y posteriormente por constituirse la plaza en puerto fronterizo, base militar y lanzadera de operaciones norteafricanas e italianas.
La muralla se intervino en época moderna en varias ocasiones, hasta su abandono y posterior desmantelamiento en el siglo XVIII.:133 Su etapa de mayor esplendor en lo que a intervenciones arquitectónicas se refiere fue durante el siglo XVII, siendo gobernador Fernando Carrillo Manuel, marqués de Villafiel. En el siglo XVIII desapareció el foso, al perder la muralla su función militar, y se permitió la construcción de viviendas sobre él. Esta medida facilitó a su vez la progresiva desaparición de la propia muralla, al empezar a construirse casas en sus espacios aledaños.

## Descripción

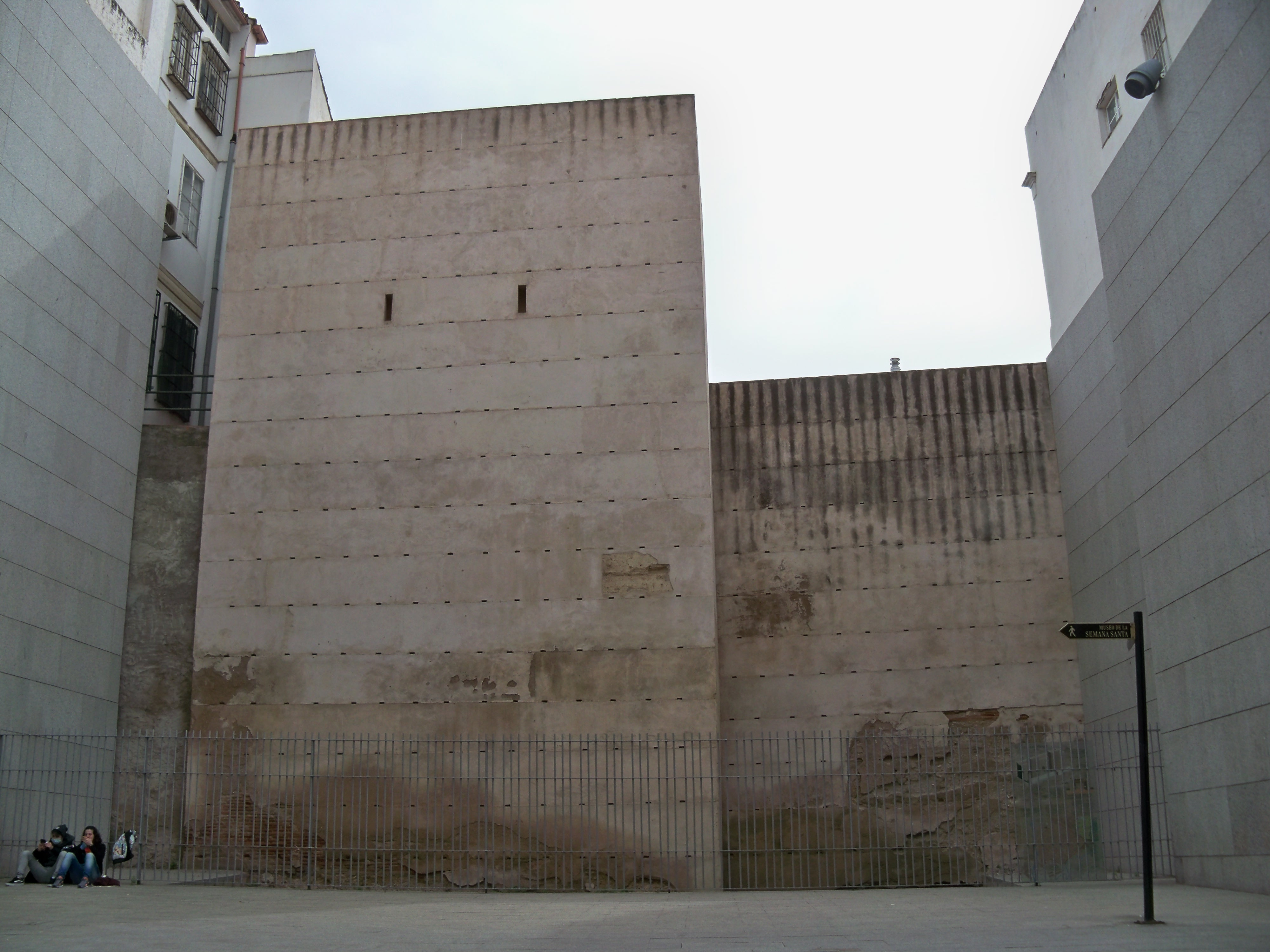
Parte del lienzo de la muralla y una torre defensiva en la calle Carretería. En la localización que se muestra en la imagen se conservan además restos de la barbacana.

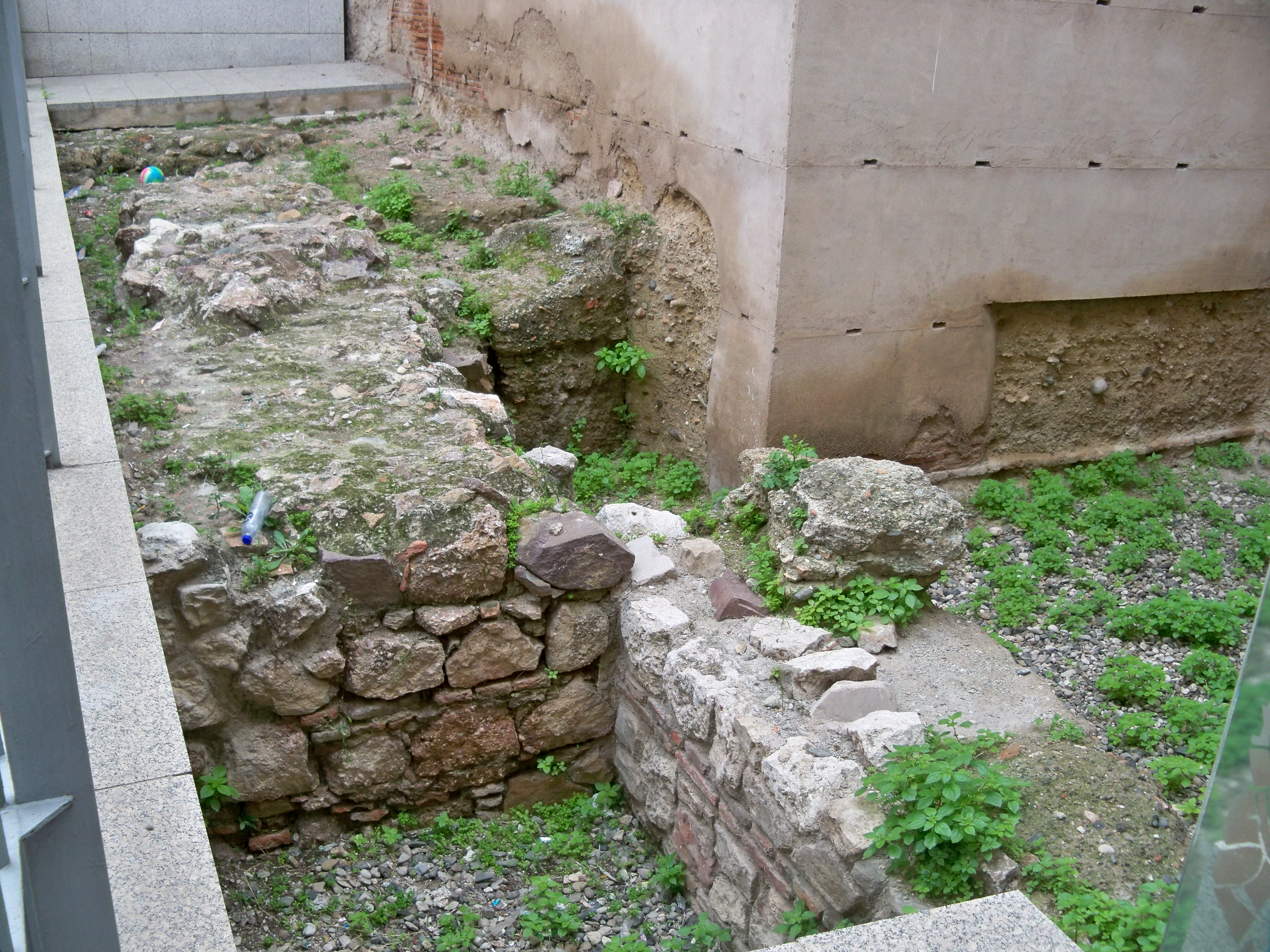
Restos de la barbacana de la antigua muralla medieval de Málaga a los pies de una torre en la calle Carretería.

La muralla constaba de dos lienzos de muro, un paso de ronda en altura entre ambos lienzos y un antemuro exterior o barbacana de menor altura. A lo largo de su recorrido se situaron varias torres defensivas y un foso excavado en su perímetro norte y oeste. El acceso a la medina se realizaba a través de varias puertas principales realizadas en la muralla.
Entre las puertas originales de la muralla estarían las denominadas puertas de Granada, de Buenaventura (o de San Buenaventura, conocida en árabe como Bab al-Jawja o Puerta del Postigo; también como Puerta del Arco), de Antequera, de las Atarazanas, del Mar, del Baluarte de la Nave, de los Siete Arcos y de Espartería. La medina contaría además con las entradas propias del conjunto fortificado de la Alcazaba, su corral y las del Castillo de Gibralfaro. Debió existir otra puerta en la muralla junto al actual Puente de Santo Domingo denominada Puerta del Puente. En época moderna se eliminaría la Puerta del Baluarte de la Nave y la cercana de los Siete Arcos. También en época moderna se abrirían nuevas puertas en la muralla, como la denominada Puerta de los Abades, junto a la Catedral, Puerta Nueva, en la calle homónima, y la de San Francisco, junto al convento del mismo nombre. En el siglo XVII, en el tramo de muralla que discurría desde las Atarazanas hasta la denominada Torre Gorda, torre albarrana que remataba la muralla frente al mar, se abrió una puerta de pequeñas dimensiones que permitía pasar desde la calle Atarazanas a la plaza de Arriola, conocida como Puerta de los Gigantes.

## Restos localizados

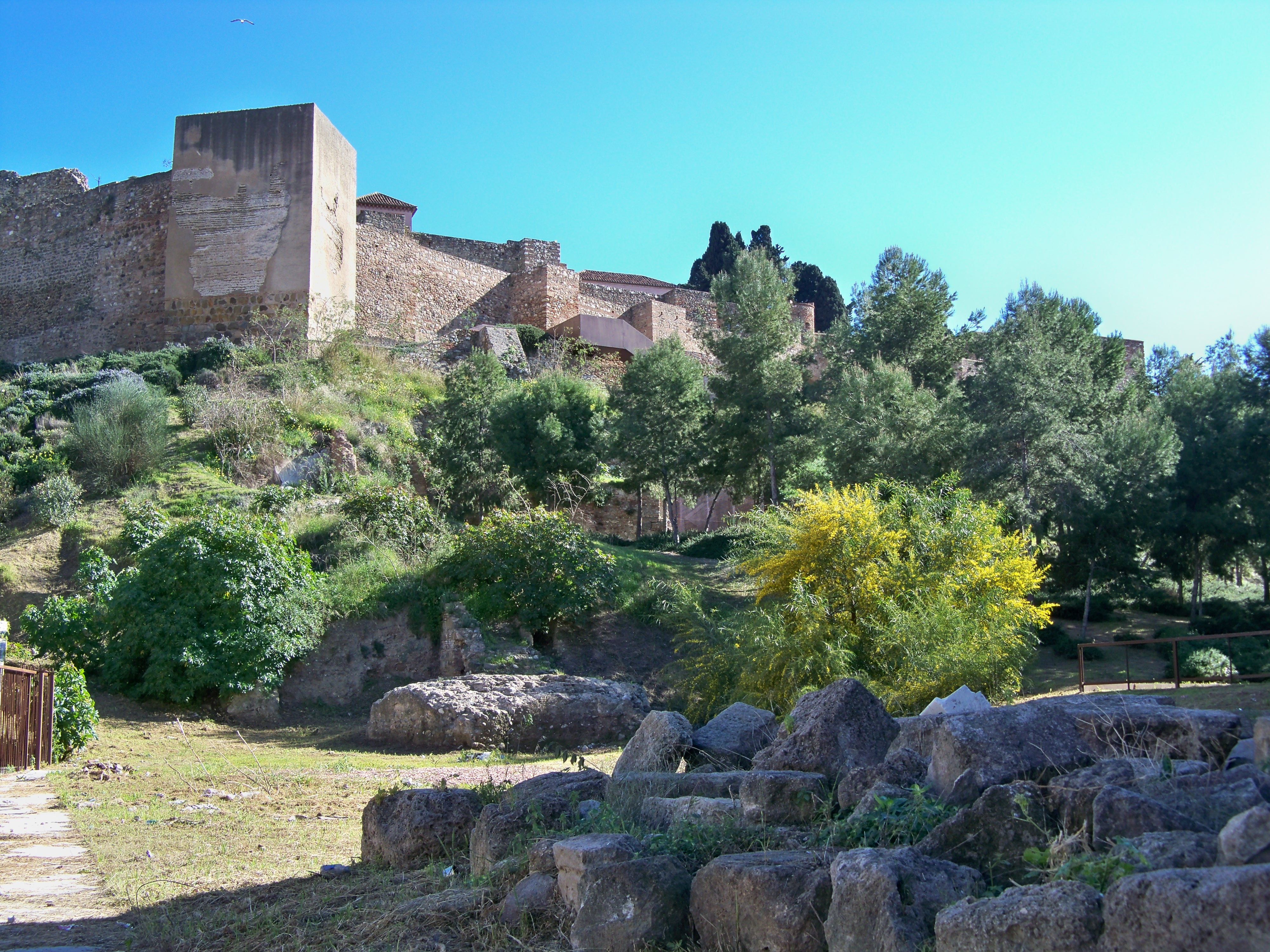
Ruinas de la antigua muralla medieval de Málaga en la ladera de la Alcazaba, restos de lienzos y torres defensivas. Arriba a la izquierda se observa la torre norte de la Alcazaba o Torre del Tiro, desde donde arrancaba la muralla.

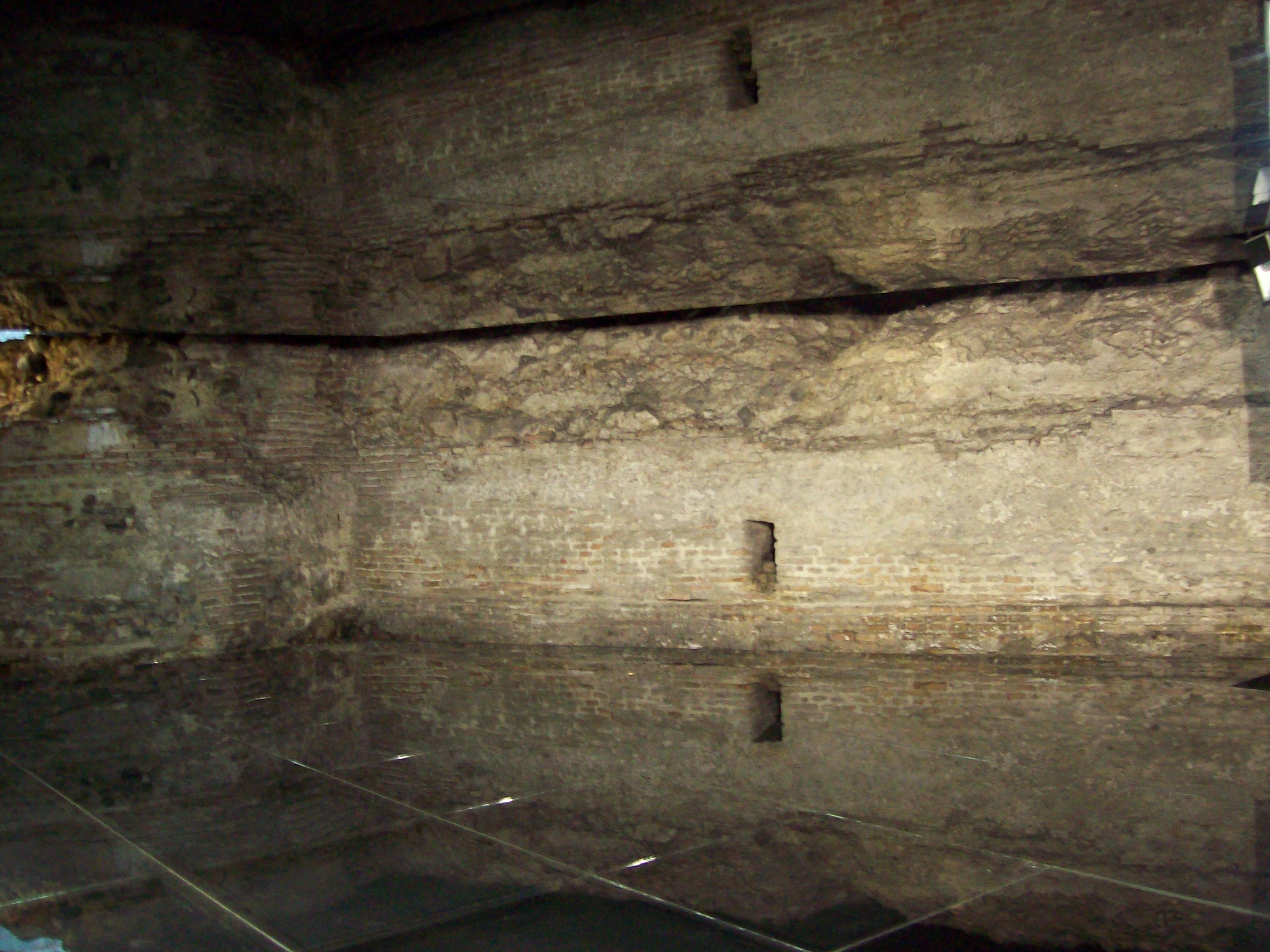
Muro portuario bajo la Plaza de la Marina, declarado Bien de Interés Cultural.

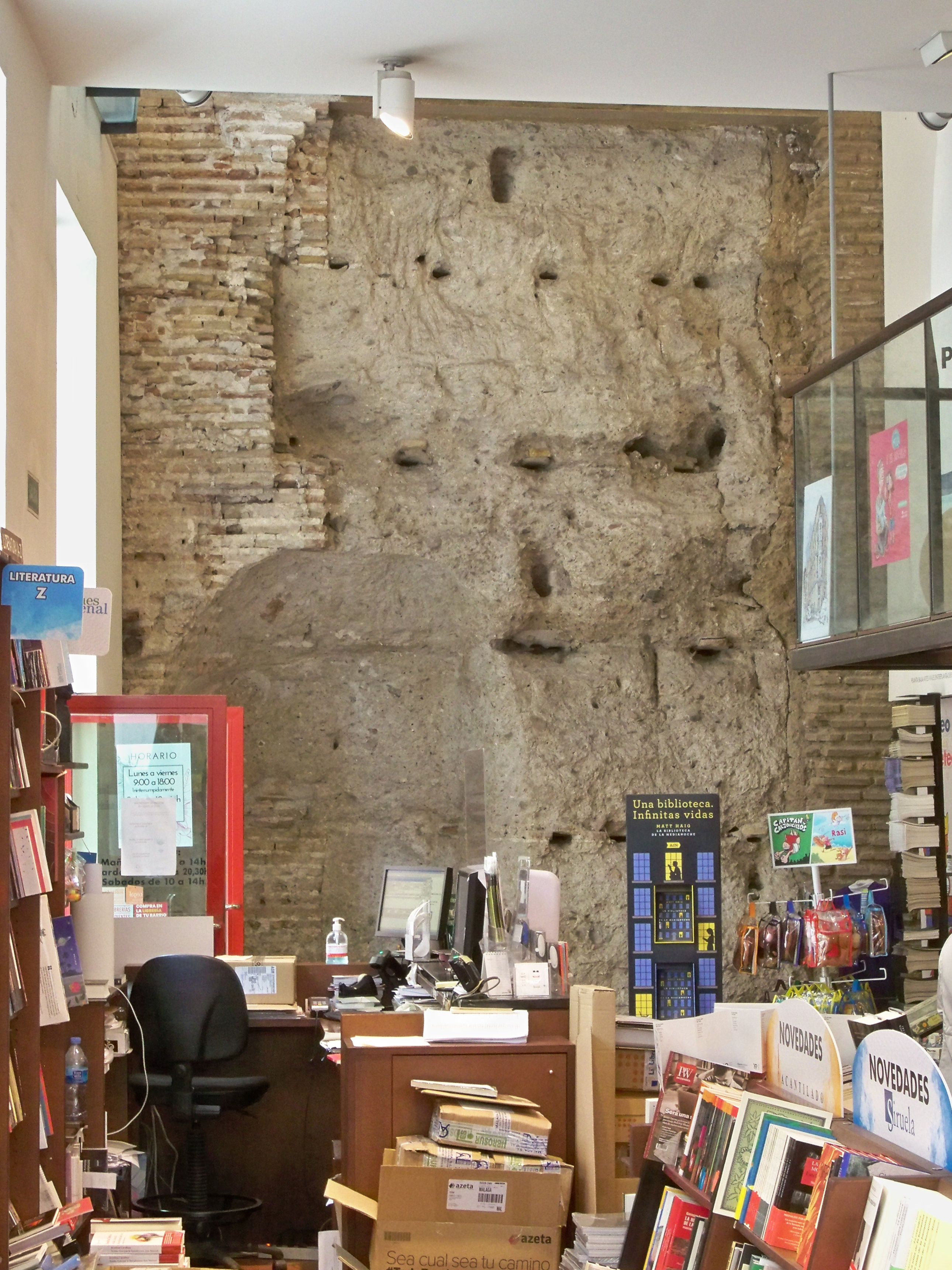
Fragmento del torreón de la Puerta de Buenaventura y parte de la barbacana de la antigua muralla, restaurados e integrados en el local comercial de Librería Proteo.

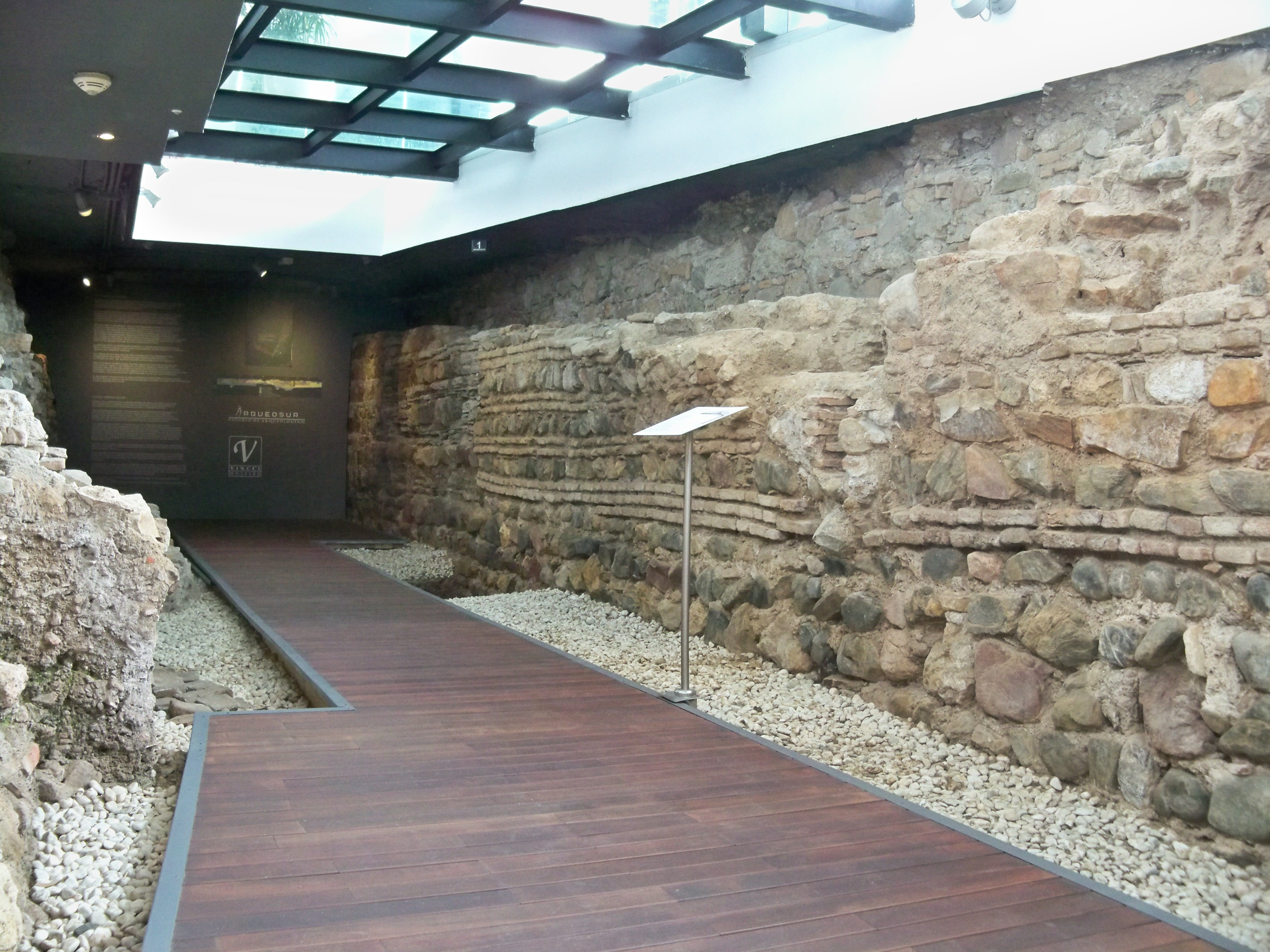
Alzados integrados en el edificio del hotel Posada del Patio, en Pasillo de Santa Isabel.

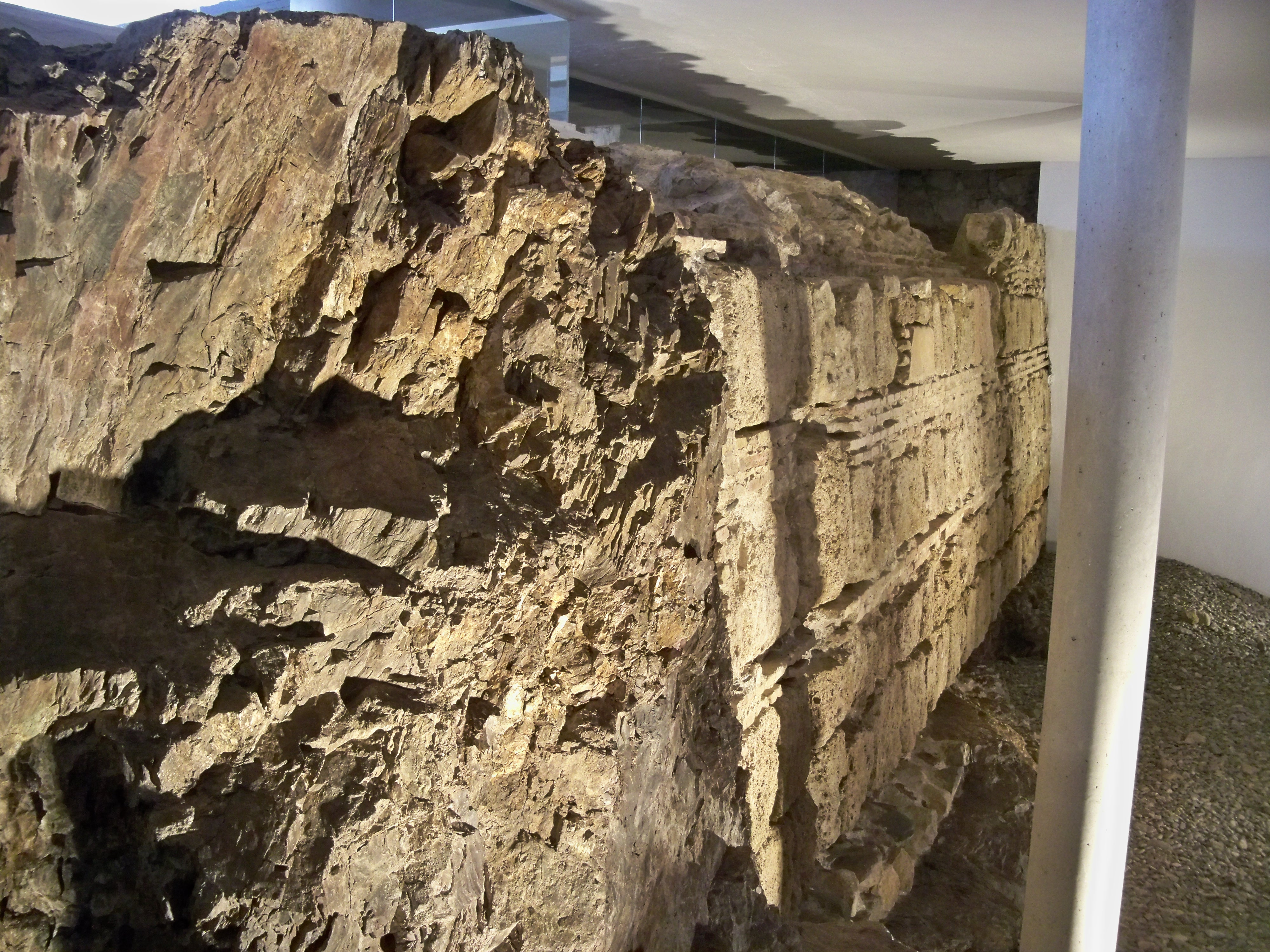
Tramos de muralla integrados en el edificio del Rectorado de la Universidad de Málaga.

Los restos de la muralla se encuentran distribuidos a lo largo del trazado original de la misma y presentan un estado de conservación desigual. En muchos casos, se ha decidido mantener los restos localizados cubiertos bajo la nueva edificación tras su exploración arqueológica. Se presume la existencia de otros restos no localizados de muralla bajo el trazado urbano más reciente.  Por su entidad, se han dejado exentos algunos restos visibles a pie de calle o integrados en la estructura interior de edificios de nueva planta.

### Restos visibles
El Centro Histórico conserva varios restos de la antigua muralla medieval de manera aislada, tanto exentos como integrados en edificios. Los restos conservados visibles son los siguientes:
- Alzado de la ladera de la Alcazaba, integrado por tres lienzos y otras tantas torres. También se conserva parte de la barbacana. A este tramo de la muralla, que discurre desde la torre norte de la Alcazaba o Torre del Tiro hasta la puerta de Granada, en la actual calle Granada, se lo conoce como Muro de Santa Ana, por la cercanía de un hospital e iglesia homónimos.[2]:144
- Plaza de la Merced, en sótano.
- Alzado en la calle Puerta de Buenaventura, número 3-4. Se conservan restos de la muralla integrados en el local comercial de una librería y un edificio anexo.[8]
- Torre de Muro de San Julián, número 21, en sótano.
- Integración de alzado y torre exentos en la calle Carretería, número 62-64, visible a pie de calle. La cara interior de la muralla también es visible a la misma altura desde la calle Muro de las Catalinas. Se conservan también restos de la barbacana en esta misma ubicación. Este tramo de muro fue construido en época almohade (siglo XII) y fue restaurado en la década de 1990. En su cara interior presenta aparejo de ladrillo y mampostería, una composición que parece responder más a restituciones del siglo XVIII, cuando se instalaron viviendas sobre la muralla, que a reparaciones de la muralla en sí.[2]:153
- Alzados en la calle Arcos de la Cabeza, recuperados a finales de la década de 2000 para hacerlos visibles a los transeúntes.
- Alzado integrado en un sótano en la calle Carretería, número 6-8.
- Alzados exentos en la calle Pasillo de Santa Isabel, número 6-8. Tramo integrado en el edificio de un hotel entre la calle Camas y la calle Pasillo de Santa Isabel, puesto en valor en los últimos años.[9]
- Alzado en la ampliación del Museo de Artes Populares.
- Muralla nazarí y muro portuario. Tramos declarados Bien de Interés Cultural e integrados ambos en el subterráneo de Plaza de la Marina.
- Tramo integrado en el antiguo edificio de Correos, actual edificio del Rectorado de la Universidad de Málaga, en la avenida de Cervantes.

### Restos no visibles
Además, con frecuencia aparecen restos tras el derribo de edificios, como los existentes en solares de la plaza del Teatro o entre la calle Beatas y la calle Álamo. También se encontraron restos de una torre en la calle Cárcer durante su peatonalización, así como otros restos de la muralla de época nazarí en el transcurso de unas excavaciones arqueológicas realizadas durante el año 2005 en la plaza de Arriola, próxima al río Guadalmedina, junto al Mercado de Atarazanas. Cabe recordar que la portada del Mercado de Atarazanas es una de las puertas de la muralla, aunque retranqueada y utilizada actualmente como acceso principal a este recinto.
En 2009 durante el transcurso de las obras en el muelle 1 del Puerto de Málaga junto al paseo de la Farola, aparecieron nuevos tramos del muro defensivo y el antiguo puerto. Mientras que en 2010 fueron estudiadas varios restos de la muralla, una torre de entre los siglos XIV y XV y la barbacana de la misma en el trascurso de las obras de rehabilitación de la calle Alcazabilla.
El recorrido de la muralla está marcado sobre el pavimento en algunas calles de la ciudad mediante la utilización de materiales distintos a los empleados para el pavimento convencional de la calle. Así, la calle Puerta Nueva y Muro de Puerta Nueva tienen indicada la proyección en planta de la traza de la muralla con baldosas de mármol travertino rojo. Con baldosas de este mismo material, su recorrido está indicado en el pasaje Marqués de Villafiel y en la calle Pasillo de Santa Isabel, a la altura de la plaza Enrique García-Herrera. En la calle Cárcer y en la calle Alcazabilla, también se indica sobre el pavimento la ubicación de algunos restos encontrados en el lugar y conservados bajo el trazado de la calle. También en el edificio del propio Ayuntamiento de Málaga está previsto señalizar el recorrido de la antigua muralla.
En enero de 2023, durante la remodelación de la plaza San Pedro de Alcántara, aparecieron restos de la base de un torreón y parte de unas canalizaciones antiguas relacionadas con la muralla medieval de Málaga.